# Красный фронт сопротивления
Красный фронт сопротивления (нидерл. Rood Verzetsfront) — нидерландская леворадикальная организация, активно действовавшая в 1970-е и 1980-е годы.

## История
Красный фронт сопротивления существовал с 1977 по 1985 год. В организации состояли члены Красной молодежи, входившие в организацию «Красная помощь» (нидерл. Rode Hulp) и их сторонники. КФС был организован для оказания помощи вооруженному сопротивлению в Западной Европе, его участники выпускали и распространяли брошюры со сведениями об условиях содержания заключённых членов Фракции Красной Армии. Также КФС проводил скоординированные действия против выборов в Европейский парламент в 1979 году. Группа рассматривала это событие, как усиление влияния и создание подконтрольной политической структуры Германии и США в Европе. В КФС были внедрены несколько агентов Службы национальной безопасности.